# Marcantonio Bentegodi Stadion
A Marcantonio Bentegodi Stadion (olaszul: Stadio Marcantonio Bentegodi) olasz labdarúgó-stadion Veronában. A létesítmény az AC Chievo és a Verona FC férfi- illetve a Bardolino Verona női labdarúgócsapat hazai mérkőzéseinek helyszínéül szolgál. Emellett atlétikai versenyszámokat rögbi mérkőzéseket is rendeznek, valamint időnként koncerteket szerveznek. A közel 40 ezer férőhelyes épületet az 1990-es labdarúgó-világbajnokságra felújították.

## Névadója
A stadion nevét Marcantonio Bentegodiról kapta, aki a 19. század egyik neves veronai tisztviselője volt. Mecénásként támogatta a sportot és ennek ékes bizonyítéka, hogy fizetése negyedét a sport fejlesztésére ajánlotta. Egy akadémiát is alapított, ahol a fiatalok sportolását kívánta segíteni különböző sportágakban (atlétika, torna, vívás, súlyemelés, úszás és vízilabda). Tiszteletére még egy utcát és egy általános iskolát is elneveztek Veronában.

## Fontosabb események
Az 1990-es labdarúgó-világbajnokság mérkőzéseiből négyet rendeztek itt:
- Belgium - Dél-Korea (E csoport)
- Belgium - Uruguay (E csoport)
- Belgium - Spanyolország (E csoport)
- Spanyolország - Jugoszlávia (Nyolcaddöntő)